# オペレーショナルテクノロジー
オペレーショナル・テクノロジー (Operational Technology, OT) または運用・制御技術は、物理的な装置や工程を監視・制御するためのハードウェアとソフトウェア技術のことである。例えば、バルブやポンプなど物理的な装置・工程の変化を検出したり引き起こしたりする技術である。

## 概要
OTはシステムの物理的な状態をモニターしコントロールするためのコンピュータ技術である。発電所の制御システムや鉄道の制御ネットワークなどに使われる。この用語は、従来のIT (Information Technology) または情報技術システムとインダストリアルコントロールシステム (en) との技術的・機能的な区別を明確にするために作られた。
OTの例として以下のものが挙げられる：
- PLC
- SCADA
- DCS
- CNCおよびcomputerized machine tools
- 科学実験装置（例えば、デジタルオシロスコープ）

また、組み込みシステムもOTの要素である。
OTシステムは、オペレーショナルデータ（電子、通信、コンピュータなどの装置で扱うデータ）を処理する。また、バルブやエンジン、コンベイヤーなどの機械を操作する。温度や圧力、流量などを計測し、最適な制御を行う。
OTシステムは、ITシステムでは使われないようなハードウェアや通信プロトコルなどが多数ある。制御の対象が多様なため、標準化はITシステムほど進んでいない。また、物理的な制御を伴うため、安全性やリアルタイム性の要求がITシステムよりも高い。
従来は安全性のため、OTシステムはネットワークに接続しないものが主流だったが、近年ではIoTの隆盛など、ITとの融合が進んで来ている。これには、多大なセキュリティ上の課題が伴う。セキュリティに問題があった場合は、ITシステムとは異なり物理的な被害が生じる（鉄道システムや原発など）。それでもなお、IT/OTの融合は社会システムの効率化を大幅に増大すると考えられている。
装置の規模は、自動車のECUから地域全体に渡るスマートグリッドにまで及ぶ。

## 産業セクター
OTが利用されているセクターには以下のものがある：
- ガス＆オイル産業
- 電力産業
- 化学産業
- 水処理産業
- 廃棄物処理産業
- 輸送産業
- 科学実験